# 인우 (백제)
인우(因友, ?~?)는 백제의 관리이다.

## 생애
좌평 관등인 그는 523년에 무령왕의 명에 따라 달솔인 사오(沙烏))와 같이 한수(漢水) 이북지역의 사람들을 동원해 쌍현성(雙峴城)을 개축했다.